# Tournemire, Cantal

Tournemire este o comună în departamentul Cantal, Franța. În 1 ianuarie 2022 avea o populație de 122 de locuitori.